# Eucla (plaats)
Eucla is het meest oostelijk gelegen plaatsje in West-Australië in de regio Goldfields-Esperance. Het ligt 1434 kilometer ten oosten van Perth en 11 kilometer van de grens met Zuid-Australië. In 2021 telde het dorpje 37 inwoners. Het plaatsje ligt aan de Eyre Highway, daar waar de autoweg een direct uitzicht geeft over de Grote Australische Bocht.

## Geschiedenis
De naam Eucla komt vermoedelijk van het Aborigineswoord Yinculyer dat volgens een onbevestigde bron zou verwijzen naar het opkomen van Venus. De naam werd voor het eerst vernoemd in 1867 door mr B Douglas, voorzitter van de Marine Board of South Australia. Een ander Aborigineswoord voor de streek is "Chinialla".
In 1841 waren Edward John Eyre en John Baxter de eerste ontdekkingsreizigers die de streek verkenden. In 1867 verklaarde B Douglas dat er een haven was in Eucla en in 1870 kampeerde John Forrest twee weken ter plaatse. In 1873 werd door Moopina Station grondgebied ingenomen nabij het tegenwoordige plaatsje. Men begon er te werken aan de telegraaflijn tussen Albany en Adelaïde. Er werd een kavel voorzien voor de bouw van een manueel telegrafiestation. In 1877 werd de lijn in gebruik genomen en werd Eucla een van de belangrijkste telegraafstations. Het station was belangrijk omdat het twee verschillende morsecodes omzette. West-Australië gebruikte namelijk de internationale morsecode die we vandaag nog kennen. Adelaïde en Victoria maakten gebruik van de Amerikaanse morsecode, lokaal gekend als het Victorian Alphabet.

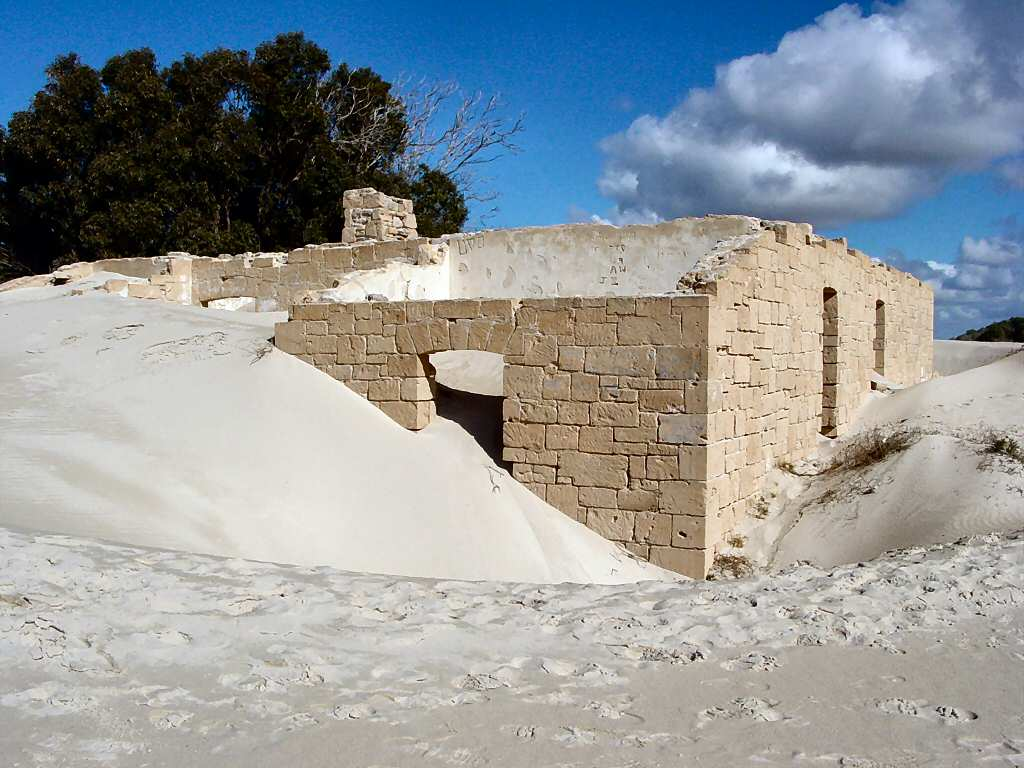
Telegraafstation Eucla

Een aanlegsteiger en een tramlijn werden aangelegd om voorraden te lossen die van over zee kwamen. 1885 is het officiële stichtingsjaar van Eucla als dorp. Het bereikte zijn hoogtepunt in de jaren 1920. Een nieuwe telegraaflijn langs de Trans-Australian Railway meer noordelijk deed de groei omslaan.
Een konijnenplaag deed in de jaren 1890 de streek aan en de vegetatie van de Delisser Sandhills-duinen werd kaalgevreten. Daardoor geraakte het duinensysteem gedestabiliseerd en ontstonden er grote zandverstuivingen richting Eucla. Het dorp werd verlaten en een nieuw dorp werd 4 kilometer noordelijker en hoger op de heuvelrug gevestigd. De ruïnes van het oude telegraafstation die in de duinen staan zijn tegenwoordig een toeristische trekpleister.
Vele kolonisten en telegrafisten lagen begraven in het oude Eucla. Door de oprukkende duinen werden sommige grafstenen en gedenkplaten weggehaald. Ze zijn nu te zien in een museum in Eucla.
In 1898 woonden er 96 mensen in het dorpje, 82 mannen en 14 vrouwen.
Het dorp kreeg in 1971 te maken met wereldwijde media-aandacht toen er foto's en ooggetuigenverslagen opdoken over een halfnaakte blonde jonge vrouw die tussen de kangoeroes leefde. Ze werd bekend als de Nullarbor Nymph. Het verhaal bleek een hoax te zijn die door de bewoners van de plaatsje werd bedacht.

## 21e eeuw
Eucla is het belangrijkste bevoorradingspunt tussen Norseman en Penong voor reizigers op de Eyre Highway. Het heeft een hotel, een restaurant, een golfbaan, een museum toegewijd aan het oude telegraafstation en een weerstation. Het Nationaal park Eucla ligt ten oosten van Eucla.
Eucla heeft een vliegveld. Tussen 2009 en 2014 voerden de Flying Docters 84 medische evacuaties uit vanuit Eucla. Als het vliegveld onder water staat maken de Flying Docters gebruik van de Eyre Highway als landingsbaan.
Begin 2017 brandde de 'Eucla Community Hall' af. Een nieuwe gemeenschapszaal werd in 2019 geopend.

## Klimaat
Eucla heeft een steppeklimaat met zachte winters en warme zomers. Zeer warme dagen kunnen voorkomen door noordelijke winden uit de grote Victoriawoestijn. Voor een halfwoestijn is de luchtvochtigheid er toch nog hoog door de vochtigheid van de nabijgelegen oceaan.
| Maand                                  | jan  | feb  | mrt  | apr  | mei  | jun  | jul  | aug  | sep  | okt  | nov  | dec  | Jaar  |
| -------------------------------------- | ---- | ---- | ---- | ---- | ---- | ---- | ---- | ---- | ---- | ---- | ---- | ---- | ----- |
| Hoogste maximum (°C)                   | 48,2 | 47,6 | 44,2 | 42,0 | 36,5 | 33,3 | 30,3 | 33,9 | 40,0 | 43,1 | 46,7 | 49,3 | 49,3  |
| Gemiddeld maximum (°C)                 | 25,9 | 25,7 | 25,1 | 23,6 | 21,1 | 18,7 | 18,0 | 19,2 | 21,3 | 23,1 | 24,2 | 24,9 | 22,6  |
| Gemiddeld minimum (°C)                 | 16,7 | 17,1 | 16,0 | 13,4 | 10,6 | 8,2  | 7,1  | 7,5  | 9,1  | 11,3 | 13,5 | 15,1 | 12,1  |
| Laagste minimum (°C)                   | 3,5  | 7,8  | 6,7  | 2,0  | 0,0  | −2,2 | −0,6 | −0,6 | 0,0  | −0,6 | 2,8  | 3,8  | −2,2  |
|                                        |      |      |      |      |      |      |      |      |      |      |      |      |       |
| Neerslag (mm)                          | 15,8 | 19,3 | 22,7 | 26,5 | 31,1 | 30,1 | 25,2 | 26,3 | 22,3 | 18,2 | 18,6 | 18,8 | 274,9 |
| Regendagen (dag)                       | 3,7  | 4,7  | 6,3  | 7,7  | 10,3 | 10,5 | 10,2 | 9,8  | 8,2  | 6,5  | 5,7  | 4,9  | 88,5  |
| Relatieve luchtvochtigheid (%)         | 64   | 65   | 64   | 62   | 60   | 58   | 58   | 57   | 57   | 59   | 60   | 62   | 60,5  |
| Bron: Australian Bureau of Meteorology |      |      |      |      |      |      |      |      |      |      |      |      |       |

## Galerij

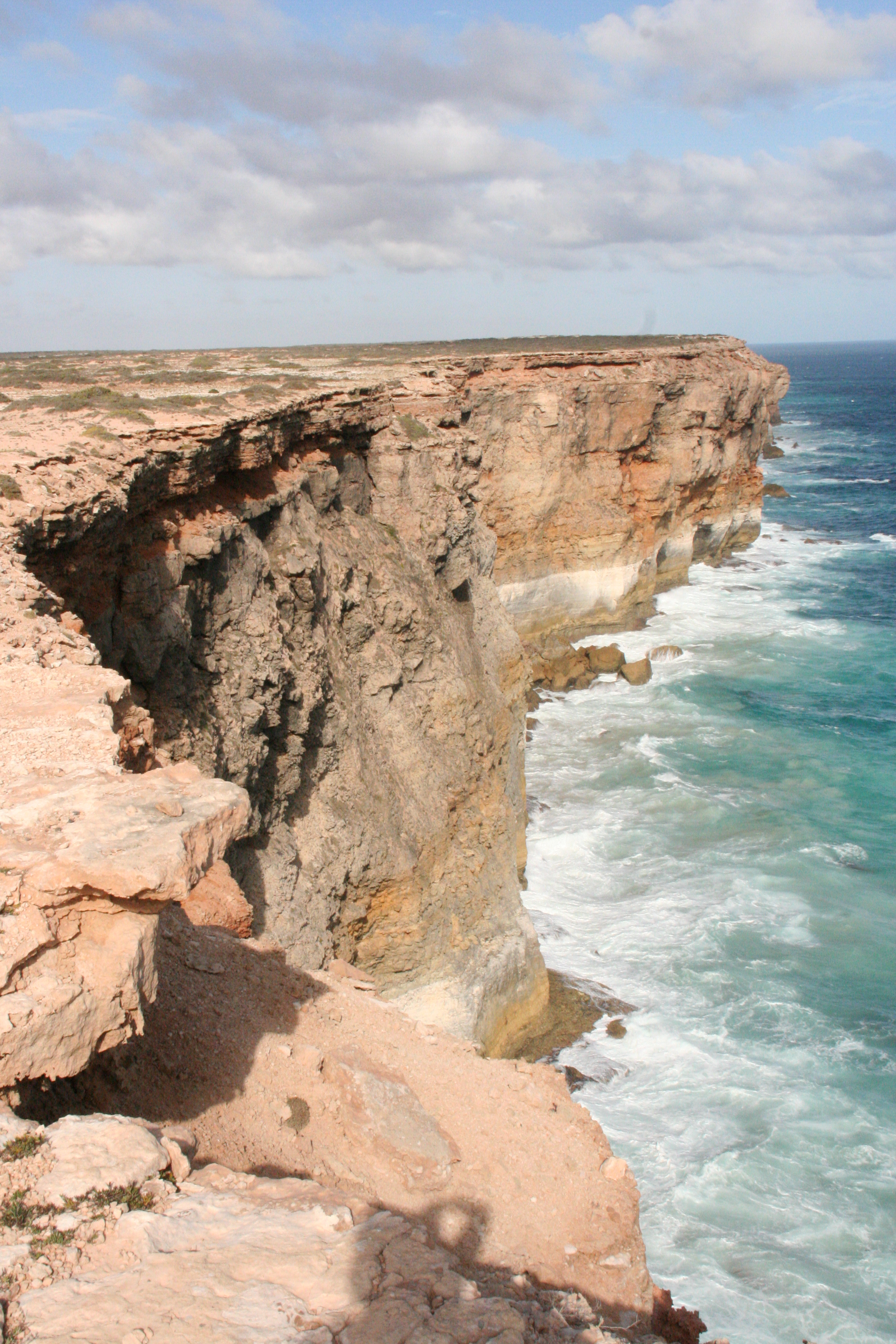
Cliffs nabij Eucla
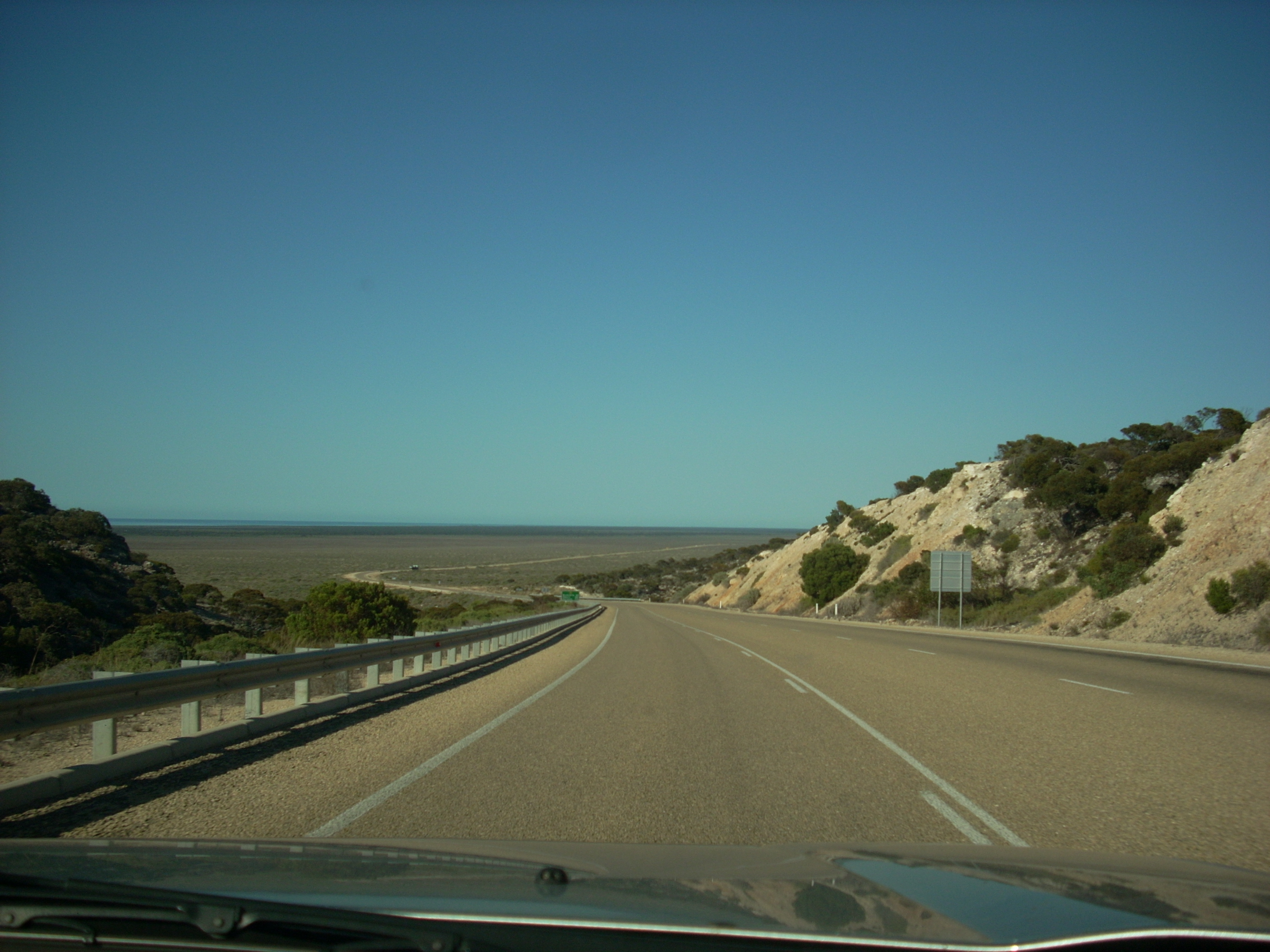
Eucla Pass
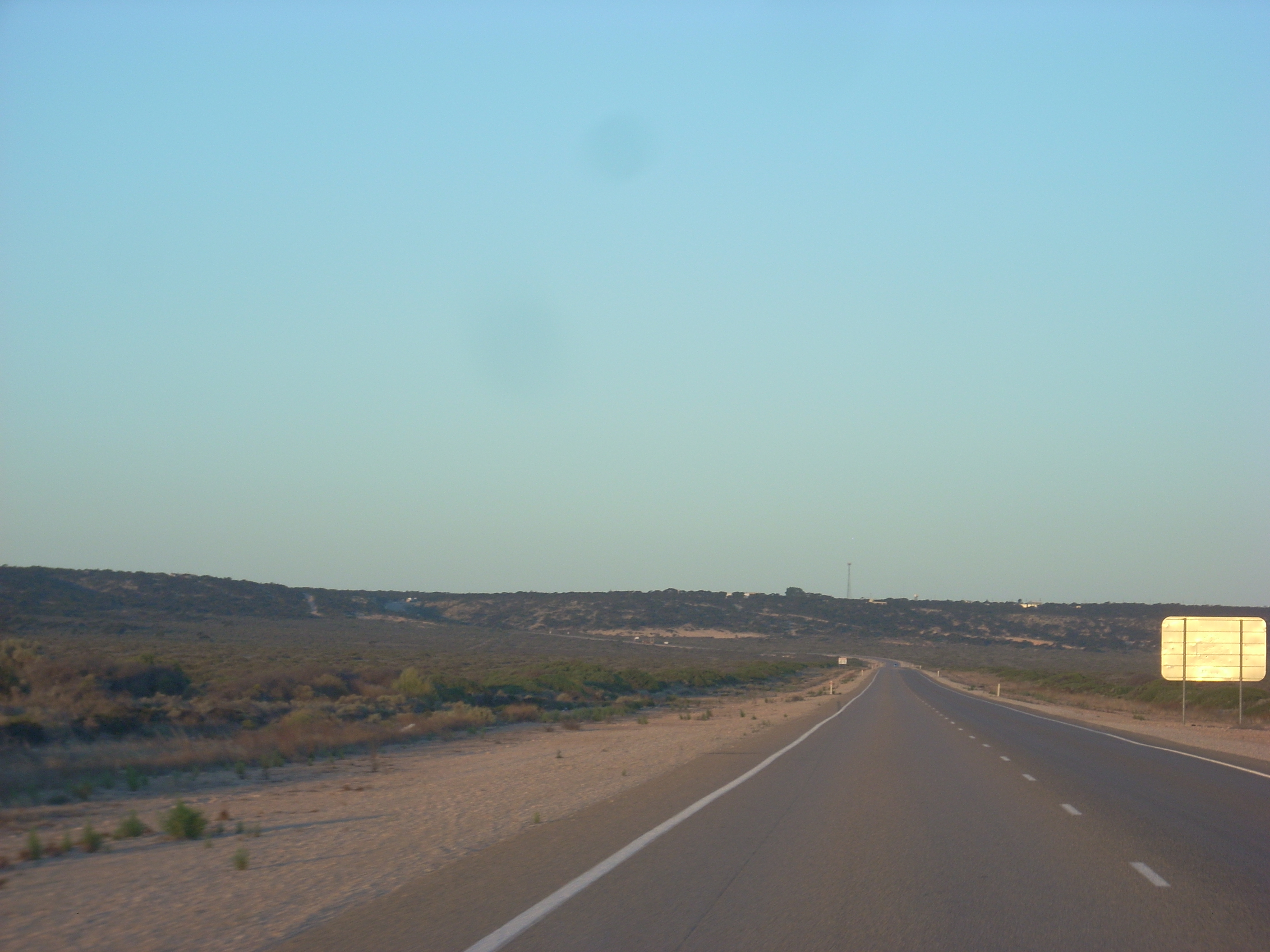
Eucla Pass vanuit het westen
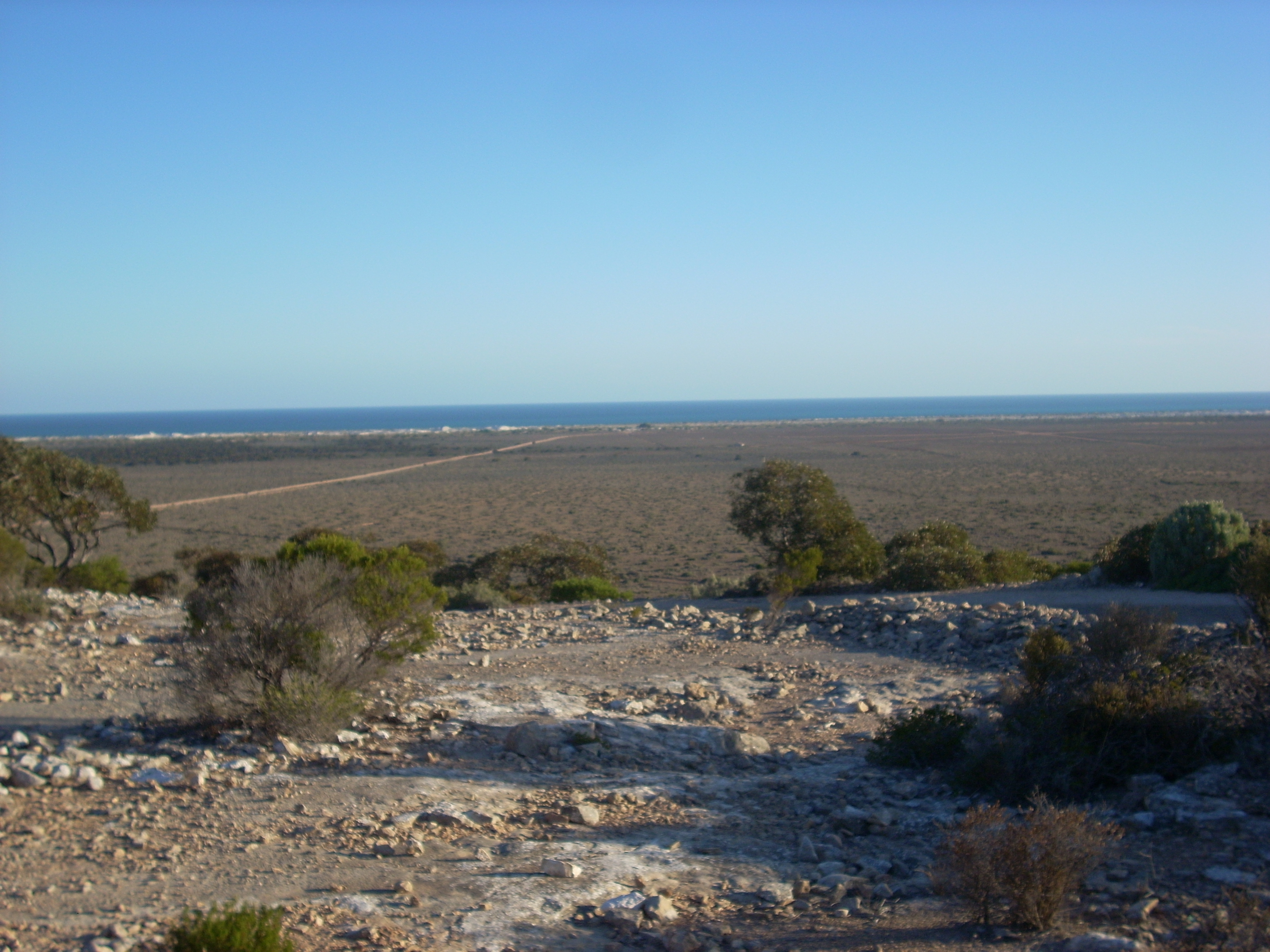
Eucla Pass naar het zuiden uitkijkend
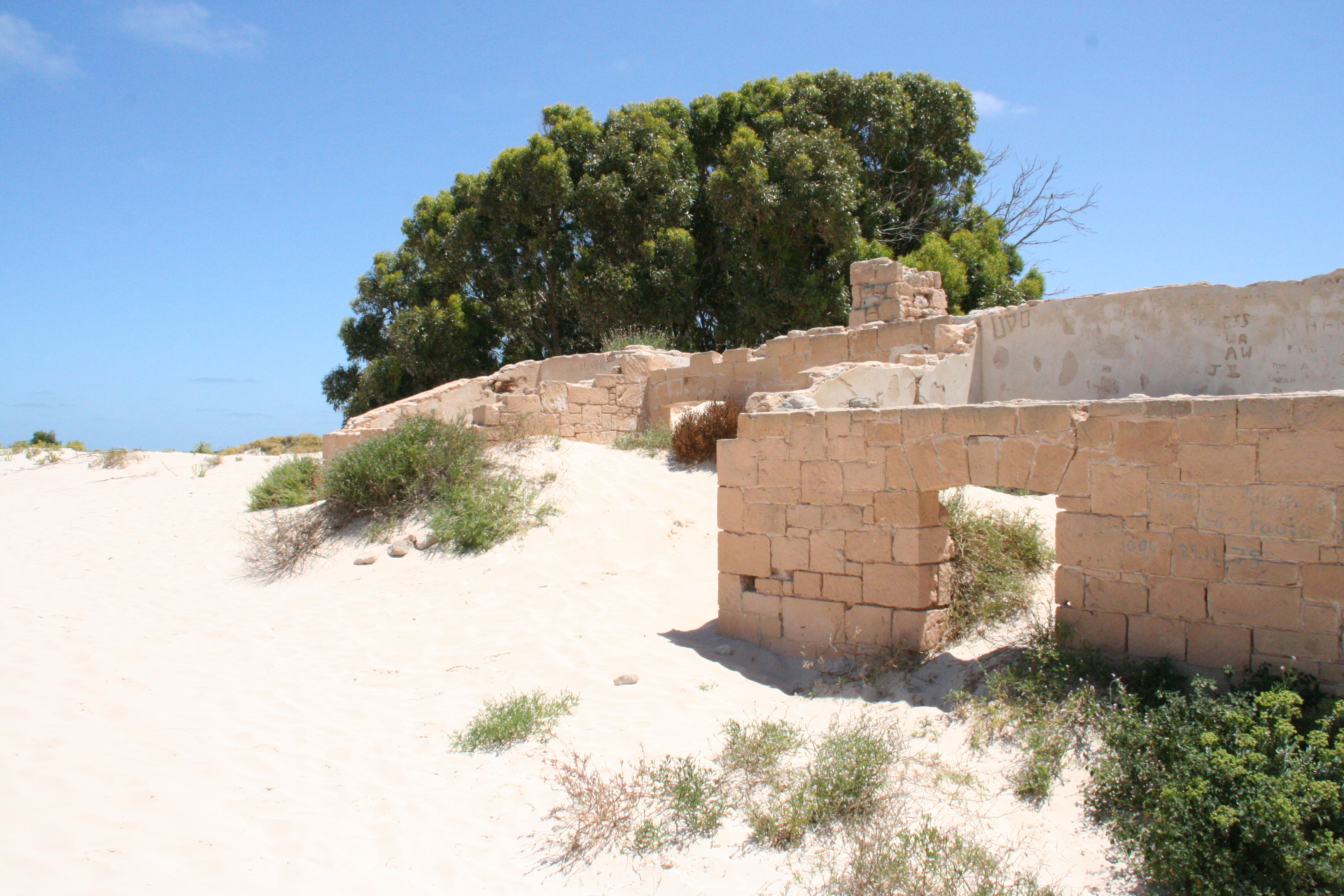
Oud telegraafstation Eucla
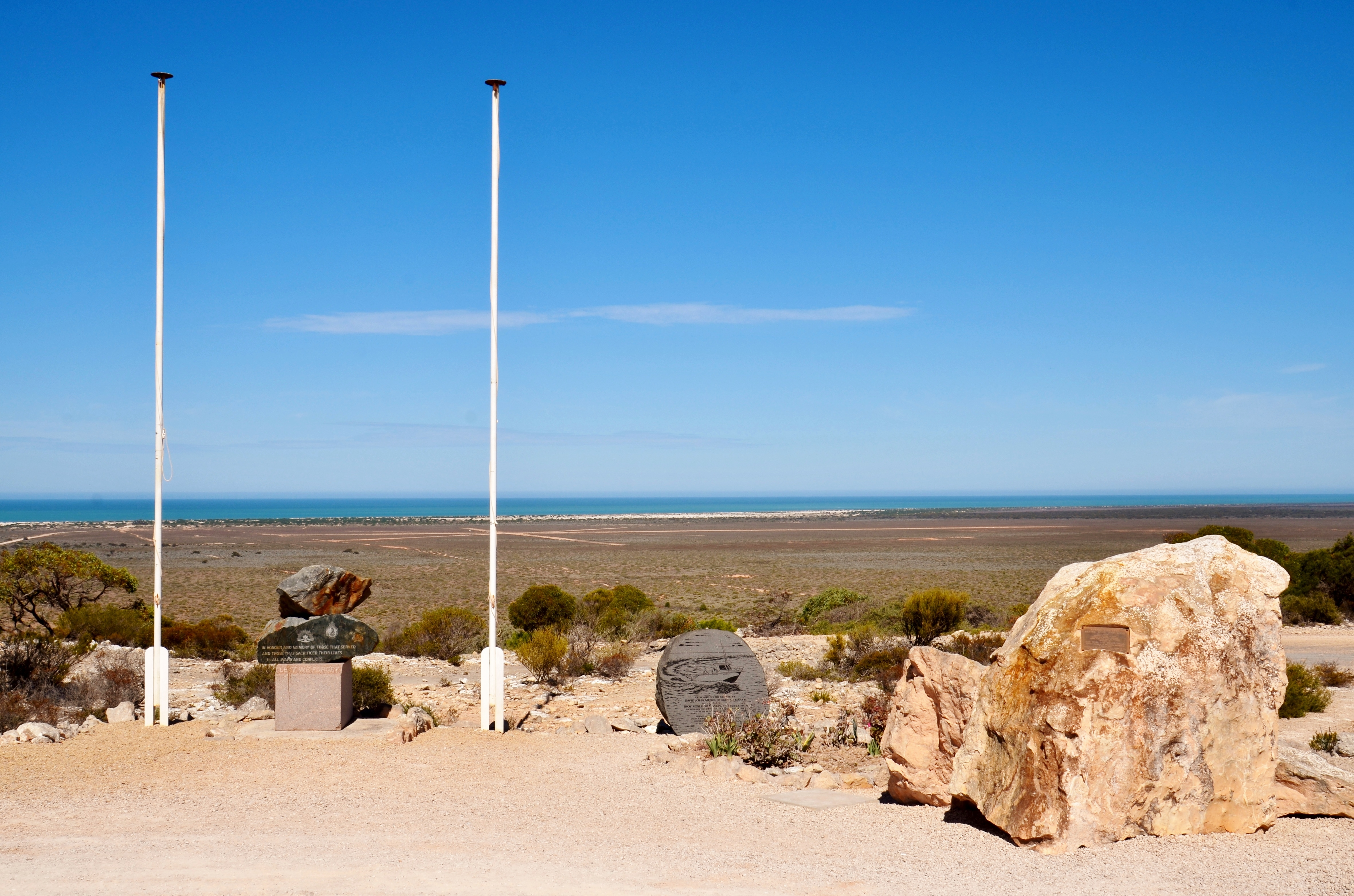
Eucla oorlogsmonument
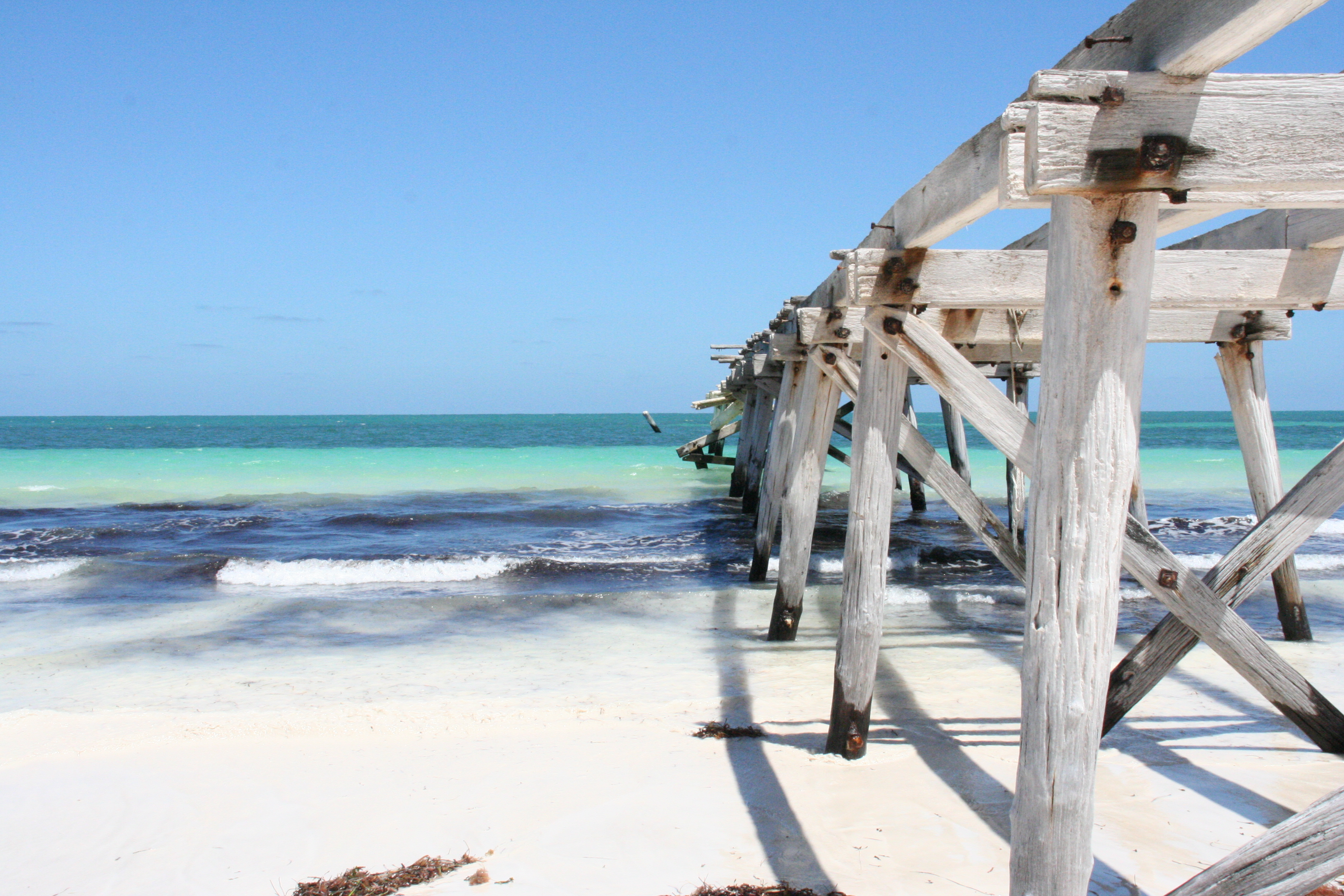
Oude aanlegsteiger Eucla
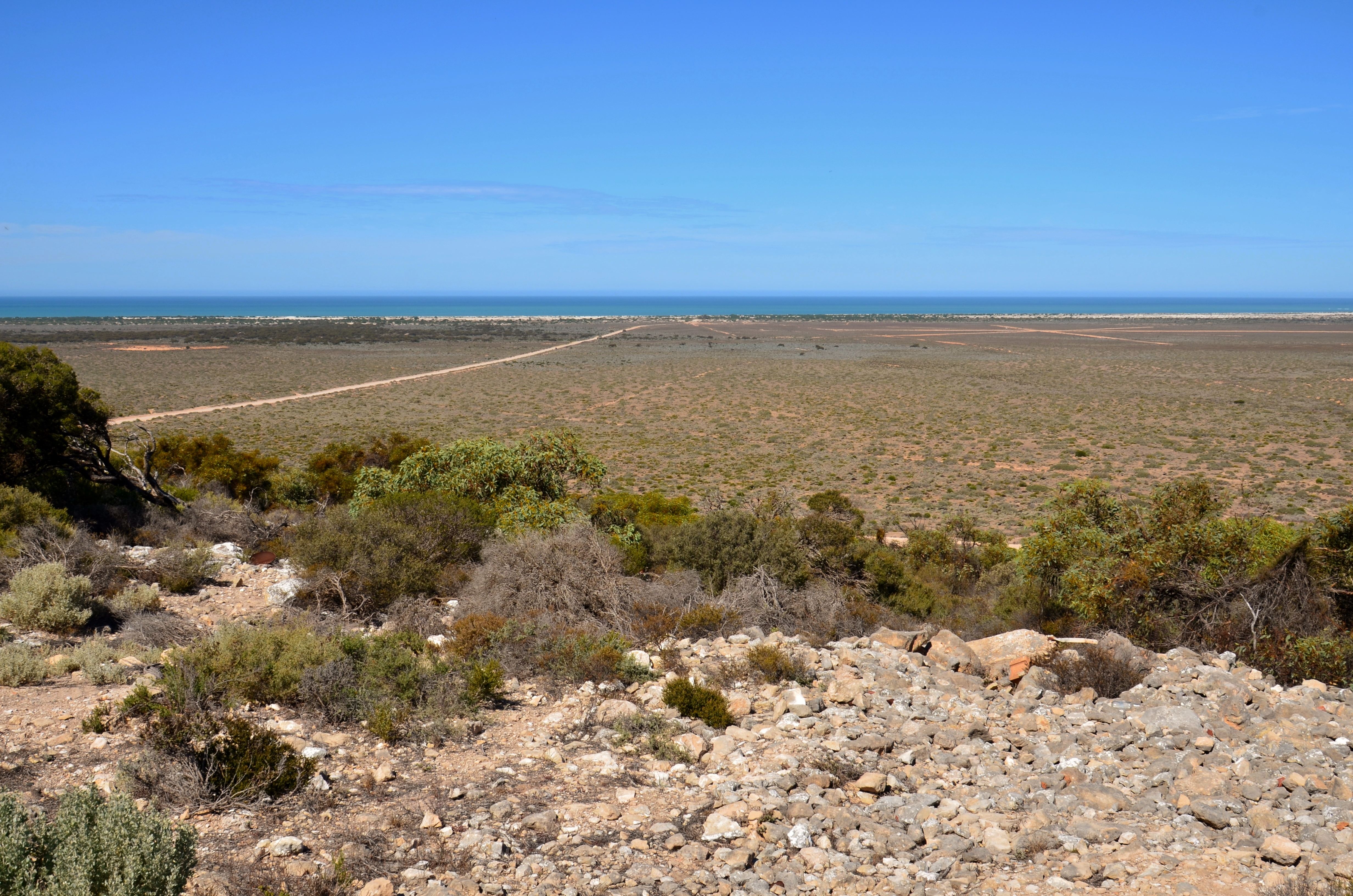
Vliegveld Eucla
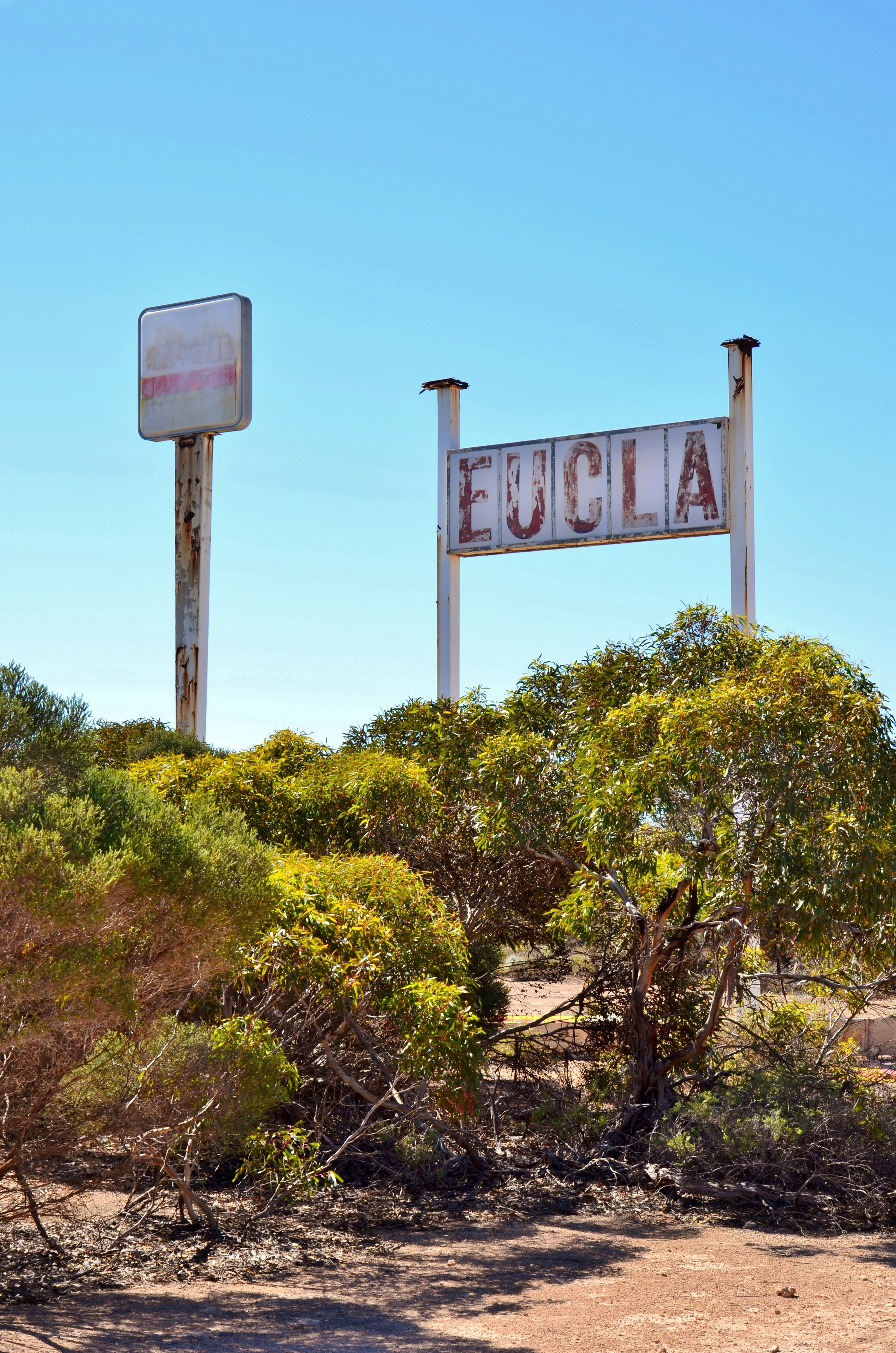
Eucla Motor Motel

Agnew · Balagundi · Balgarri · Bardoc · Beria · Black Flag · Bonnie Vale · Boorara · Boulder · Broad Arrow · Buldania · Bullabulling · Bulong · Burbanks · Burtville · Callion · Cascade · Comet Vale · Condingup · Coolgardie · Coonana · Cosmo Newbery · Cundeelee · Dalyup · Davyhurst · Duketon · Dundas · Dunnsville · Esperance · Eucla · Eulaminna · Euro · Feysville · Forrest · Gibson · Gindalbie · Golden Ridge · Goongarrie · Grass Patch · Gudarra · Gwalia · Higginsville · Hopetoun · Israelite Bay · Jerdacuttup · Kalgoorlie · Kambalda · Kambalda West · Kanowna · Kathleen · Kintore · Kookynie · Kurnalpi · Kunanalling · Kundana · Kurrajong · Kurrawang · Lakewood · Laverton · Lawlers · Leinster · Leonara · Linden · Londonderry · Loongana · Malcolm · Menzies · Mertondale · Mount Burges · Mount Ida · Mount Margaret · Mount Morgans · Mulgarrie · Mulwarrie · Mulline · Mungari · Munglinup · Murrin Murrin · Niagara · Norseman · Ora Banda · Princess Royal · Ravensthorpe · Rawlinna · Salmon Gums · Scaddan · Sir Samuel · Tampa · Vivien · Warburton · Waverley · Widgiemooltha · Windanya · Wingellina · Woodarra · Yarri · Yerilla · Yunndaga · Yundamindera · Zanthus